# 強納森·高斯汀 (導演)
強納森·麥可·高斯汀（英語：Jonathan Michael Goldstein，1968年9月2日—）是一名美國男導演、編劇、演員和監製。他以和約翰·法蘭西斯·達利合作製作電影而聞名，並也共同執導了首部長片《全家玩到趴》（2015年）。

## 早期生活
強納森·高斯汀出生於紐約州紐約市，並曾就讀於密西根大學，後於1995年畢業於哈佛法學院，其成績優異。他曾在紐約律師事務所Jones Day工作兩年。

## 個人生活
高斯汀的妻子阿迪娜·哈本是名小說家，兩人居住在洛杉磯。

## 作品列表

### 電影
| 年份 | 標題                     | 職位 | 職位 | 職位 | 職位 | 角色                | 附註                              |
| 年份 | 標題                     | 導演 | 編劇 | 演員 | 監製 | 角色                | 附註                              |
| ---- | ------------------------ | ---- | ---- | ---- | ---- | ------------------- | --------------------------------- |
| 2001 | 《What Babies Do》       | 是   |      | 是   |      | Bill                | 短片 與約翰·法蘭西斯·達利共同執導 |
| 2011 | 《老闆不是人》           |      | 是   |      |      |                     |                                   |
| 2011 | 《Audio Tour》           | 是   | 是   |      |      |                     | 短片 與約翰·法蘭西斯·達利共同執導 |
| 2013 | 《名魔生死鬥》           |      | 是   | 是   |      | B&A劇院舞台上的演員 |                                   |
| 2013 | 《食破天驚2》            |      | 是   |      |      |                     |                                   |
| 2014 | 《老闆不是人2》          |      | 故事 |      |      |                     |                                   |
| 2015 | 《全家玩到趴》           | 是   | 是   | 是   |      | 洗熱水澡的人        | 與約翰·法蘭西斯·達利共同執導      |
| 2017 | 《蜘蛛人：返校日》       |      | 是   |      |      |                     |                                   |
| 2018 | 《遊戲夜殺必死》         | 是   |      |      |      |                     | 與約翰·法蘭西斯·達利共同執導      |
| 2023 | 《龍與地下城：盜賊榮耀》 | 是   | 是   |      |      |                     | 與約翰·法蘭西斯·達利共同執導      |

## 外部連結
- 強納森·高斯汀在互联网电影资料库（IMDb）上的資料（英文）